# Zeki Tosun
Zeki Tosun (15 giugno 1948) è un ex cestista turco.

## Carriera
Con la Turchia ha disputato tre edizioni dei Campionati europei (1971, 1973, 1975).

## Palmarès
- Campionato turco: 4

İTÜ Istanbul: 1970-71, 1971-72, 1972-73
Beşiktaş: 1974-75